# Dactylocythere chalaza
Dactylocythere chalaza är en kräftdjursart som först beskrevs av Hobbs och Walton 1962.  Dactylocythere chalaza ingår i släktet Dactylocythere och familjen Entocytheridae. Inga underarter finns listade i Catalogue of Life.